# Hell’s Kitchen – Vorhof zur Hölle
Hell’s Kitchen – Vorhof zur Hölle ist ein Filmdrama von Tony Cinciripini, das 1998 produziert wurde.

## Handlung
Bei einem gemeinsamen Raubüberfall von Hayden, Johnny und Patty wird Hayden im Alter von 15 Jahren erschossen. Johnny Miles wird zu fünf Jahren Gefängnis verurteilt, die er absitzt, ohne seinen Komplizen Patty zu verraten. Nach seiner Freilassung widmet sich Johnny dem Boxsport, wobei ihn der ehemalige Boxer Lou Reilly trainiert. Johnnys frühere Freundin Gloria McNeary verlangt von ihrem Geliebten Patty, den Tod ihres Bruders Hayden zu rächen und Johnny zu töten. Patty gesteht ihr nach mehr als fünf Jahren, Hayden bei dem Raubüberfall versehentlich getötet zu haben, woraufhin sie ihn verlässt. Johnny nimmt auf der Suche nach seinem drogensüchtigen Bruder Stevey einen minderjährigen Crackdealer namens Ricky auf und schafft es, diesen aus dem Drogenmilieu zu lösen. Gloria und Johnny schmieden nach Glorias Schwangerschaft Heiratspläne, während Patty an seiner Vergangenheit zerbricht und in eine Psychiatrie eingeliefert wird.

## Kritiken
- Christopher Null urteilte auf www.filmcritic.com, der Film sei ein „schreckliches Melodrama“ („awful melodrama“), das man nicht sehen könne („unwatchable“).[1]